# Maceo Plex
 (janvier 2013).
Maceo Plex, de son vrai nom Eric Estornel, est un artiste de musique électronique américain d'origine cubaine né le 7 novembre 1978. Basé à Barcelone, il est aussi connu aussi sous les pseudonymes Maetrik et Mariel Ito.

## Biographie
Eric Estornel grandit aux États-Unis, à Miami puis à Dallas à partir de 1992.
Enfant, il écoute de la Miami bass puis du Breakbeat hardcore et de la early jungle dans son adolescence.
Il déclare que les premières sorties de Warp Records tout comme l'album Ginger de Speedy J ou encore B12 ont eu un gros impact sur lui. L'album Diversions de RAC a "changé sa vie". 
Plus tard il travaille dans un magasin de disques. Sa carrière commence dans le début des années 2000 et il s'installe en Espagne vers 2007 avec sa famille.
En 2017, il crée un nouveau label, Lone Romantic, destiné à être plus expérimental. Il y sort son nouvel album Solar qui est le prénom de son fils.

## Discographie

### Albums studio

#### Maetrik
- Quality Exertion (Treibstoff, 2002)
- Casi Profundo (Treibstoff, 2005)

#### Mariel Ito
- My Cyborg Depths (SCSI-AV, 2006)

### Maxis

#### Maetrik
- Connect (Treibstoff, 2001)
- Bias Defiance EP (Chalant Music, 2002)
- Entering The Cycle EP (Immigrant, 2002)
- Maetrik / Brian Aneurysm - The Sober Scene (Iron Box Music, 2002)
- Remote EP (Iron Box Music, 2002)
- The Fall Out EP (Intrinsic Design, 2002)
- Freaky Flow (Big Chief, 2003)
- Echando Alma EP (Morris Audio Citysport Edition, 2003)
- Force Feeling (Treibstoff, 2003)
- My Specs (Treibstoff, 2003)
- Being Used (Iron Box Music, 2004)
- Tiny Destructor (Treibstoff, 2005)
- Cologne And Back (Treibstoff, 2005)
- The Prophecy (Tic Tac Toe Records, 2006)
- Maetrik vs. Mariel Ito - Data Addict EP (Affected Music, 2006)
- Aggravate Me (Stil Vor Talent, 2006)
- Polygon Bug (Iron Box Music, 2007)
- Transform EP (Regular, 2007)
- Future Will Survive (Treibstoff, 2007)
- Sexus (Regular, 2007)
- Space Chronic EP (Mothership, 2008)
- Hardwire EP (Iron Box Music, 2008)
- Advanced Mechanics E.P. (Treibstoff, 2008)
- They Love Terror E.P. (Treibstoff, 2009)
- Melted Mind EP (Mothership, 2009)
- Envy (Dumb-Unit, 2009)
- Maetrik / Maceo Plex - Clubs EP (Resopal Schallware, 2009)
- Choose Your System (Adam Beyer's Remix) (Treibstoff, 2009)
- Gliding Blind E.P. (Audiomatique Recordings, 2010)
- Simon Wish VS. Cruz + Lati / Maetrik Feat. Kule Runner - Dawn's Highway / Snorkel (Cocoon Recordings, 2010)
- So Real (Dumb-Unit, 2010)
- Unleash The Beast EP (Ellum Audio, 2012)
- The Reason (Cocoon Recordings, 2012)
- The Entity (Truesoul, 2012)
- Return EP (Cash Lion Records, 2017)

#### Maceo Plex
- Vibe Your Love (Crosstown Rebels, 2010)
- Under The Sheets EP (No.19 Music, 2011)
- High & Sexy EP (Ellum Audio, 2011)
- Your Style (Crosstown Rebels, 2011)
- Sweating Tears EP (Crosstown Rebels, 2011)
- Maceo Plex & Elon - Bummalo EP (ReSolute Label, 2011)
- Odd Parents & Maceo Plex - Get Enough (Leftroom, 2012)
- Frisky (Crosstown Rebels,	2012)
- Jon Dasilva & Maceo Plex - Love Somebody Else (Ellum Audio, 2012)
- Space Junk (Ellum Audio, 2012)